# 国際連合安全保障理事会決議17
国際連合安全保障理事会決議17（こくさいれんごうあんぜんほしょうりじかいけつぎ17、英: United Nations Security Council Resolution 17, UNSCR17）は、1947年2月10日に国際連合安全保障理事会で採択された決議。国際連合安全保障理事会決議15によって作成された委員会は、ギリシャ（当時ギリシャ王国）、アルバニア、ブルガリア、ユーゴスラビアの各政府に対して、委員会の任務を助ける証人を提供できない限り、いずれの政治犯の処刑も延期するよう要請する権限はないとし、その場合にのみ要請するというのが安全保障理事会の意向であるとの助言を与えるよう要請することを決定した。
決議は9票の賛成で採択され、ポーランドとソビエト連邦が棄権した。

## 詳細
以下はその和訳。
1946年12月19日の安全保障理事会決議15（1946）によって設置された調査委員会が、ギリシャ政府に対して政治的犯罪のために死刑を宣告された者の執行を延期するよう要請したことが、当該決議の付託事項の対象となるかどうかという問題を理事会に付託したのに対し、
安全保障理事会は事務総長に、調査委員会が安保理の見解であることを勧告することを要請することを決議する。1946年12月19日に理事会が採択した決議15（1946）に従って行動する委員会は、ギリシャ、アルバニア、ブルガリア、ユーゴスラビアの関係当局に対して死刑判決を受けた者の執行を延期するよう要請する権限を有しない。ただし、委員会がその者の証人としての尋問が委員会の作業に役立つと信じる理由があり、この理由で要請する場合はこの限りではない。